# Bárbara Heliodora Guilhermina da Silveira
Bárbara Heliodora Guilhermina da Silveira   (São João del-Rei, c. 3 de desembre de 1759 - São Gonçalo do Sapucaí, 24 de maig de 1819) va ser una aristòcrata, empresària agrícola i minera i poeta del Brasil colonial. És coneguda per la seva participació en el moviment separatista conegut com Inconfidência Mineira.

## Biografia
Fou filla de José da Silveira e Sousa i Maria Josefa Bueno da Cunha, amb presumpta ascendència de la notable família d'Amador Bueno. Va casar-se amb Inácio José de Alvarenga Peixoto. Tingueren quatre fills: Maria Ifigênia (nascuda dos anys abans del matrimoni dels seus pares), José Eleutério, João Evangelista i Tristão Antônio.
Per ser esposa i consellera d’un dels principals conspiradors, va ser anomenada “Heroïna de la Inconfidência Mineira”. Si bé no existeixen proves directes de la seva participació (els inconfidents protegien les seves dones en els judicis), es creu que va tenir un paper rellevant com a suport i acolliment de les reunions polítiques.
Després que la corona capturés els insurgents —abans que poguessin executar els seus plans—, Alvarenga Peixoto fou desterrat a Angola, on morí. Bárbara retornà amb els fills i una germana, vivint a Campanha da Princesa (avui São Gonçalo do Sapucaí). El 1809 fou declarada legalment dement, possiblement per interessos relacionats amb la venda del patrimoni familiar.
Va morir el 24 de maig de 1819 a São Gonçalo do Sapucaí, de tuberculosi, i va ser enterrada a l’església local.

## Obra publicada
La seva obra és breu i discutida, però s’atribueixen almenys dos poemes: Conselhos a meus filhos i un sonet dedicat a la seva filla Maria Ifigênia. Si es confirma la seva autoria, seria considerada la primera poeta del Brasil.